# Microprobolos
Microprobolos is een geslacht van vliesvleugeligen uit de familie Tanaostigmatidae. De wetenschappelijke naam van dit geslacht is voor het eerst geldig gepubliceerd in 1987 door LaSalle.

## Soorten
Het geslacht Microprobolos is monotypisch en omvat slechts de volgende soort:
- Microprobolos titan LaSalle, 1987